# Elena Ruxandra Bertea
Elena Ruxandra Bertea (* 6. Mai 2006) ist eine rumänische Tennisspielerin.

## Karriere
Bertea begann mit fünf Jahren das Tennisspielen und spielt bislang bevorzugt auf der ITF Women’s World Tennis Tour, wo sie bisher drei Titel im Einzel und zwei im Doppel gewinnen konnte.
2024 startete sie im Januar bei den Australian Open, wo sie im Juniorinneneinzel in der ersten Runde knapp in drei Sätzen mit 6:4, 3:6 und 4:6 gegen die an Position 13 gesetzte Teodora Kostović verlor. Im Juniorinnendoppel unterlag sie mit Partnerin Mika Buchnik in der ersten Runde mit 0:6 und 2:6 der Paarung Rose Marie Nijkamp und Vendula Valdmannová. gewann sie im März an der Seite von Tiantsoa Sarah Rakotomanga Rajaonah ihren ersten ITF-Titel im Doppel. Anfang Juli stand sie im Einzelfinale des W15 in Galați, das sie mit 4:6 und 2:6 gegen Patricia Maria Țig verlor. Im September erhielt sie eine Wildcard für die Qualifikation zum Hauptfeld im Dameneinzel der Țiriac Foundation Trophy, ihrem ersten Turnier der WTA 125-Tour. Sie verlor ihre Erstrundenbegegnung gegen Leonie Küng mit 0:6, 7:64 und 2:6.

## Turniersiege

### Einzel
| Nr. | Datum           | Turnier  | Kategorie | Belag | Finalgegnerin     | Ergebnis |
| --- | --------------- | -------- | --------- | ----- | ----------------- | -------- |
| 1.  | 18. Mai 2025    | Bukarest | ITF W15   | Sand  | Lavinia Tanasie   | 6:2, 6:2 |
| 2.  | 27. Juli 2025   | Câmpina  | ITF W15   | Sand  | Ilinca Amariei    | 6:3, 6:3 |
| 3.  | 10. August 2025 | Brașov   | ITF W15   | Sand  | Bianca Bărbulescu | 6:1, 6:3 |

### Doppel
| Nr. | Datum         | Turnier  | Kategorie | Belag        | Partnerin                           | Finalgegnerinnen                  | Ergebnis  |
| --- | ------------- | -------- | --------- | ------------ | ----------------------------------- | --------------------------------- | --------- |
| 1.  | 23. März 2024 | Le Havre | ITF W15   | Sand (Halle) | Tiantsoa Sarah Rakotomanga Rajaonah | Bojana Marinković Antonia Schmidt | 7:5, 6:1  |
| 2.  | 12. Juli 2025 | Buzău    | ITF W35   | Sand         | Darja Lodikowa                      | Mana Ayukawa Briana Szabó         | 7:67, 6:1 |

## Abschneiden bei Grand-Slam-Turnieren

### Juniorinneneinzel
| Turnier         | 2024 | Karriere |
| --------------- | ---- | -------- |
| Australian Open | 1    | 1        |
| French Open     | —    | —        |
| Wimbledon       | —    | —        |
| US Open         | —    | —        |

Zeichenerklärung: S = Turniersieg; F, HF, VF, AF = Einzug ins Finale / Halbfinale / Viertelfinale / Achtelfinale; 1, 2, 3 = Ausscheiden in der 1. / 2. / 3. Hauptrunde; nicht ausgetragen

### Juniorinnendoppel
| Turnier         | 2024 | Karriere |
| --------------- | ---- | -------- |
| Australian Open | 1    | 1        |
| French Open     | —    | —        |
| Wimbledon       | —    | —        |
| US Open         | —    | —        |